# International mobile subscriber identity
Een International mobile subscriber identity, afgekort IMSI, is een uniek nummer verbonden aan alle gsm- en UMTS-gebruikers van mobiele telefoons. Het is opgeslagen op de SIM in de telefoon en wordt door de telefoon naar het netwerk van de telecomaanbieder gestuurd. Het wordt ook gebruikt om andere gegevens over de mobiel uit de HLR te verkrijgen. Om afluisteren van het IMSI-nummer te bemoeilijken, wordt dit nummer zo min mogelijk verstuurd en wordt in plaats ervan een willekeurig gegenereerd TMSI-nummer verstuurd.
Een IMSI-nummer is meestal 15 cijfers lang, maar kan korter zijn. De eerste drie cijfers staan voor de Mobile Country Code, gevolgd door 2 (Europa) of 3 (Noord-Amerika) cijfers voor de Mobile Network Code. De andere cijfers vormen het Mobile Subscriber Identification Number dat door de telecomaanbieder gebruikt wordt om de afnemer van telecomdiensten te identificeren. Het MSIN is niet hetzelfde nummer als het MSISDN (Mobile Station ISDN number), het nummer dat je in het telefoonnet kiest om een mobiele telefoon te bereiken.
De IMSI voldoet aan de nummeringstandaard E.212 van de International Telecommunication Union (ITU).